# Theodosius Dobzhansky
Theodosius Dobzhansky, noto anche come  Teodosiy H. Dobzhanskyy (in russo Феодо́сий Григо́рьевич Добжа́нский?, in ucraino Теодосій Григорович Добжа́нський?, angl. Theodosius Grigorevich Dobzhansky; Nemyriv, 24 gennaio 1900 – San Jacinto, 8 dicembre 1975), è stato un genetista e biologo sovietico naturalizzato statunitense.

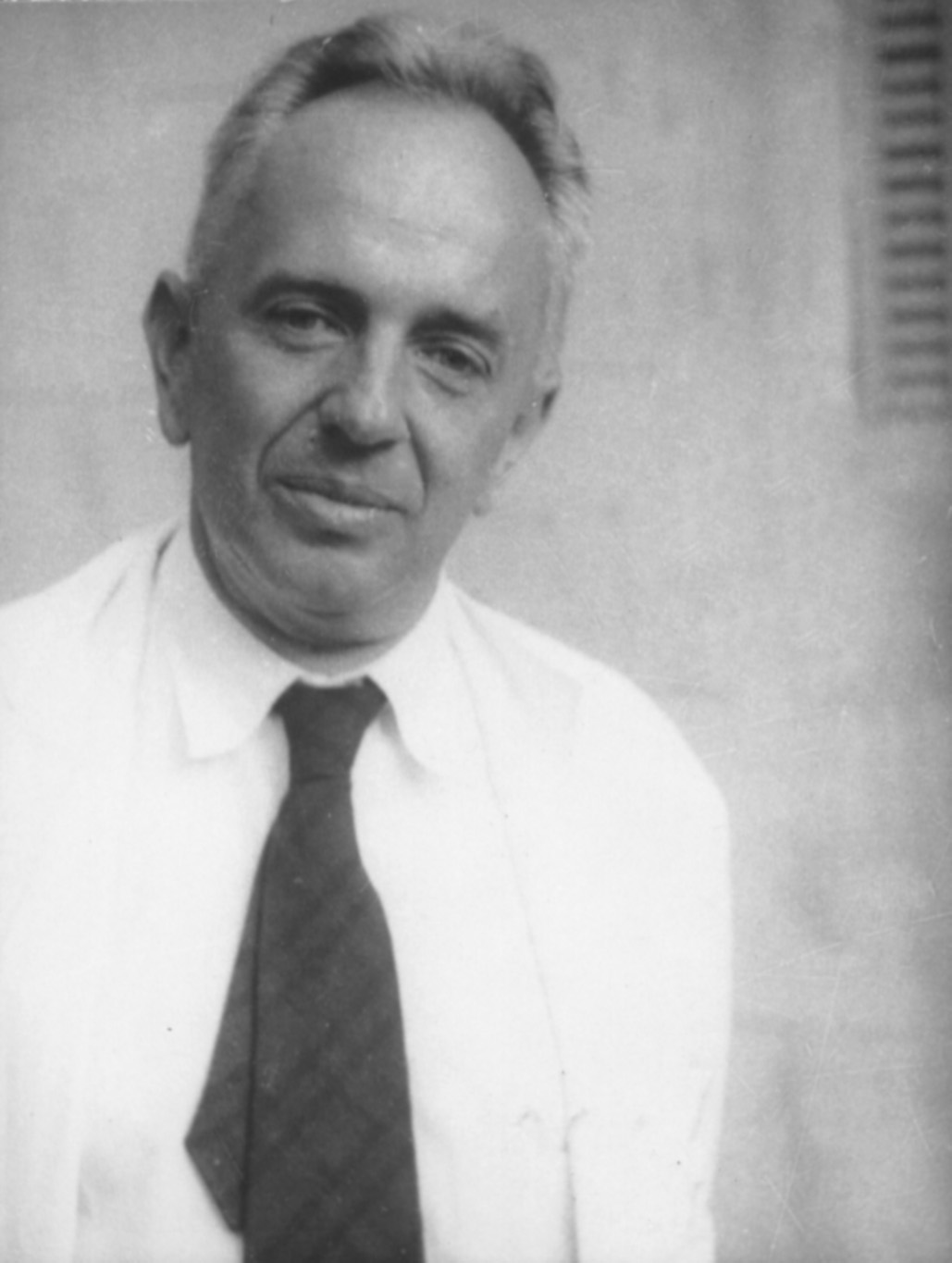
Theodosius Dobzhansky (1943)

Biologo evoluzionista, ha avuto un ruolo fondamentale nello sviluppo della comprensione dei meccanismi di evoluzione grazie al suo contributo alla cosiddetta sintesi moderna. Dobzhansky era nato in Ucraina, allora parte dell'Impero russo ed emigrò negli Stati Uniti nel 1927.
Nel 1964 ha ricevuto la National Medal of Science e nel 1973 la Franklin Medal.

## Opere
- Genetics and the Origin of Species (1937)
- Mankind Evolving: The Evolution of the Human Species (1962)
- The Biology of Ultimate Concern (1967)
- Genetics of the Evolution Process (1970)
- Genetic Diversity and Human Equality (1973)